# Sielce (Stromiec)
Pour les articles homonymes, voir Sielce.
Sielce (prononciation : [ˈɕɛlt͡sɛ]) est un village polonais de la gmina de Stromiec dans le powiat de Białobrzegi de la voïvodie de Mazovie dans le centre-est de la Pologne.

## Histoire
De 1975 à 1998, le village appartenait administrativement à la voïvodie de Radom.